# Praktkotinga
Praktkotinga (Cotinga amabilis) är en fågel i familjen kotingor inom ordningen tättingar.

## Utseende och läte
Praktkotingan är en rätt knubbig fågel med hos hanen omisskännligt elektriskt blå fjäderdräkt som lyser även på håll. På strupen syns en plommonfärgad fläck, liksom på strupen. Honan är mycket annorlunda tecknad, ljust gråaktig med vita fjäll ovan och sotfärgade fläckar under. Arten är i stort sett tystlåten.

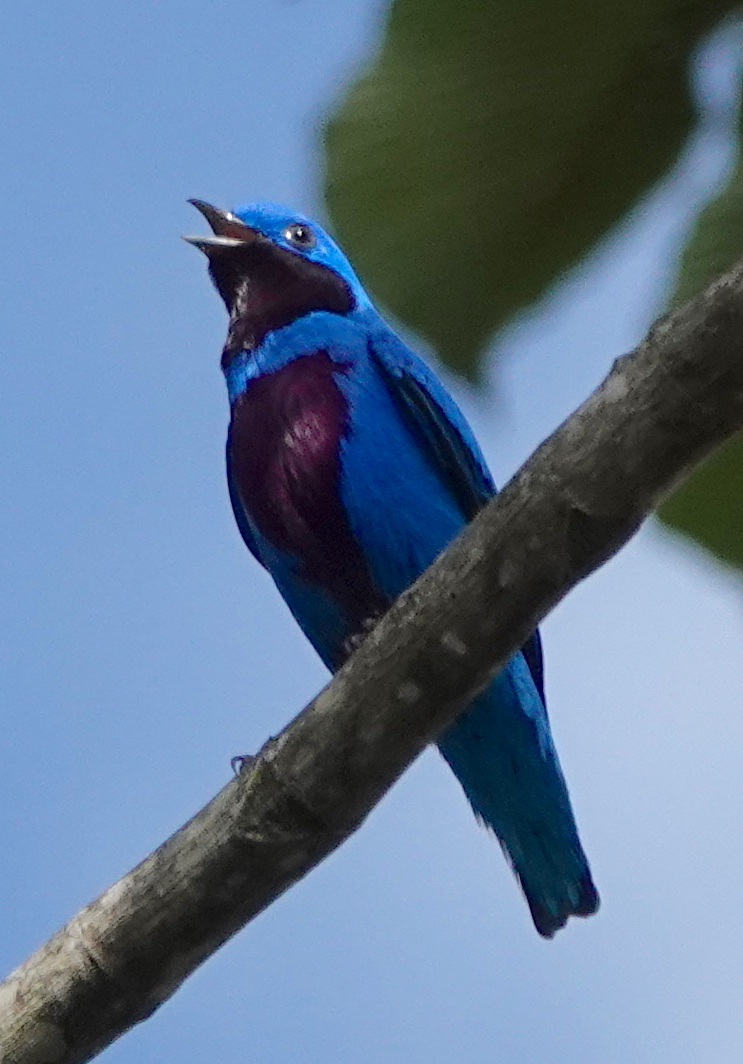

## Utbredning och systematik
Fågelns utbredningsområde är i låglandet mot Mexikanska golfen i södra Mexiko (Veracruz) till sydöstra Costa Rica. Den behandlas som monotypisk, det vill säga att den inte delas in i några underarter.

## Levnadssätt
Praktkotingan är en tillbakadragen fågel som hittas i trädkronor i tropiska låglänta skogar. Den ses oftast när en enstaka hane sitter exponerat på en hög gren, mindre ofta vid fruktbärande träd då den kan komma ner ganska nära marken.

## Status och hot
Arten har ett stort utbredningsområde, men tros minska i antal, dock inte tillräckligt kraftigt för att den ska betraktas som hotad. Internationella naturvårdsunionen IUCN listar arten som livskraftig (LC).
Beståndet uppskattas till i storleksordningen 20 000 till 50 000 vuxna individer.